# Capinzal (Constantina)
Capinzal é um distrito do município de Constantina, no Rio Grande do Sul. O distrito possui  cerca de 1 400 habitantes e está situado na região nordeste do município.